# محمد بن سليمان الجاسر
محمد بن سليمان بن محمد الجاسر مستشار (بمرتبة وزير) سابق في الأمانة العامة لمجلس الوزراء السعودي، ورئيس سابق لمجلس إدارة الهيئة العامة للمنافسة، انتخب رئيسا للبنك الإسلامي للتنمية في يوليو 2021. تولى الجاسر منصب وزير الاقتصاد والتخطيط السعودي وشغل قبل ذلك منصب محافظ مؤسسة النقد العربي السعودي. حاصل على شهادة الدكتوراه في الاقتصاد من جامعة كاليفورنيا عام 1986. سبق له أن شغل منصب المدير التنفيذي وممثل السعودية في صندوق النقد الدولي.

## المؤهلات العلمية
- دكتوراه في الإقتصاد من جامعة كاليفورنيا (بالإنجليزية: University of California)‏ كاليفورنيا / الولايات المتحدة عام 1986 م.
- ماجستير في الإقتصاد من جامعة كاليفورنيا (بالإنجليزية: University of California)‏ كاليفورنيا / الولايات المتحدة عام 1981 م.
- بكالوريوس في الإقتصاد من جامعة ولاية سان دييغو (بالإنجليزية: San Diego State University)‏ كاليفورنيا / الولايات المتحدة عام 1979 م.

## الخبرة العملية
- وزير الاقتصاد والتخطيط السعودي (2011 - 2015)
- محافظ مؤسسة النقد العربي السعودي (2009 - 2011).
- أول رئيس للمجلس النقدي الخليجي (2010 - 2011).
- نائب محافظ مؤسسة النقد العربي السعودي (1995 - 2009).
- المدير التنفيذي في صندوق النقد الدولي (1990 - 1995).
- رئيس مجلس إدارة شركة الاتصالات السعودية.
- رئيس مجلس إدارة الشركة العربية للاستثمار.
- عضو مجلس إدارة شركة التعدين العربية السعودية.
- رئيس مجلس إدارة هيئة تنظيم الكهرباء والإنتاج المزدوج.